# Joseph-Frédéric-Guillaume de Hohenzollern-Hechingen
Titre
Prince de Hohenzollern-Hechingen
4 juin 1750 – 9 avril 1798
(47 ans, 10 mois et 5 jours)
Joseph-Frédéric-Guillaume  (en allemand : Joseph Friedrich Wilhelm von Hohenzollern-Hechingen) de Hohenzollern-Hechingen, né le 12 novembre 1717 à Bayreuth et mort le 9 avril 1798 au château de Hechingen, est Prince de Hohenzollern-Hechingen de 1750 à 1798.

## Biographie
Il est le fils aîné de Hermann-Frédéric de Hohenzollern-Hechingen (1665-1733) et de Josèphe comtesse d'Oettingen-Spielberg (1694-1738). 
Lorsque Frédéric-Louis de Hohenzollern-Hechingen - son cousin germain - décède sans postérité, il devient en 1750 Prince de Hohenzollern-Sigmaringen. 

### Mariages et descendance[4]
Le 25 juin 1750, il épouse à Vienne Thérèse, princesse Folch de Cardona et Sylva (Vienne 4 septembre 1732, Vienne 25 septembre 1750) fille de François Prince Folch de Cardona et Sylva et de Marie-Antonie, comtesse von Czobor. La princesse meurt quatre mois après ce mariage demeuré sans postérité.
Joseph-Frédéric-Guillaume se remarie à Hechingen le 25 décembre 1750 avec Marie-Thérèse, comtesse de Waldburg-Zeil-Wurzach (Immenstadt 26 janvier 1732, Augsbourg 17 janvier 1802) fille de François-Ernest, Comte de Waldburg-Zeil-Wurzach et de Marie-Eléonore, comtesse de Königsegg-Rothenfels.
Six enfants sont nés de cette seconde union :
- Meinrad (Meinrad Joseph Maria Friedrich), comte héritier de Hohenzollern-Hechingen (Hechingen 9 octobre 1751 - Hechingen 28 septembre 1752)
- Joseph (Joseph Wilhelm Franz), comte héritier de Hohenzollern-Hechingen (Hechingen 12 décembre 1752 - Hechingen 7 juillet 1754)
- Marie-Crescence (Maria Crescentia Josepha) de Hohenzollern-Hechingen (Hechingen 4 septembre 1754 -  29 septembre 1754)
- Marie-Thérèse (Maria Theresia Josephine Karoline) de Hohenzollern-Hechingen (Hechingen 3 décembre 1756 -  décembre 1756)
- Joseph-Charles (Hieronymus Joseph Karl), comte héritier de Hohenzollern-Hechingen (Hechingen 18 avril 1758 - Hechingen 23 juin 1759).
- Marie-Antonie (Maria Antonia Anna) de Hohenzollern-Hechingen (Hechingen 10 novembre 1760 - Hechingen 25 juillet 1797), laquelle épouse au château de Hedingen le 15 janvier 1778 Joseph, Prince de Fürstenberg (1758-1796), mariage demeuré sans postérité.

Lorsque Joseph-Frédéric-Guillaume meurt en 1798, sa succession passe à son neveu Hermann de Hohenzollern-Hechingen.

## Généalogie
Joseph-Frédéric-Guillaume de Hohenzollern appartient à la quatrième branche (lignée de Hohenzollern-Hechingen) issue de la première branche de la Maison de Hohenzollern. Cette quatrième lignée appartient à la branche souabe de la dynastie de Hohenzollern, elle s'éteignit en 1869 à la mort de Constantin de Hohenzollern-Hechingen.